# 泰法

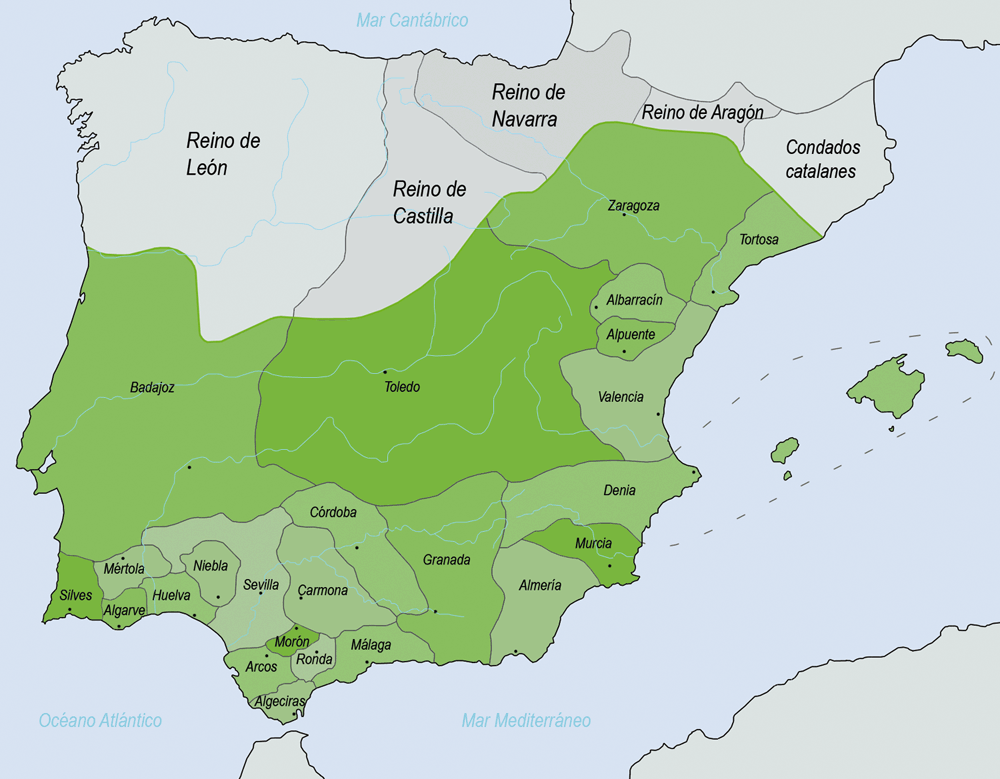
1031年，伊比利亚半岛诸“泰法”国家（绿色）。

泰法（阿拉伯语：طائفة ṭā'ifa），原意为“帮派、教派”，专指11世纪早期后倭马亚王朝解体后出现于伊比利亚半岛上的穆斯林小国。这些小国大多昙花一现，各自为政，互相攻伐。它们常常向基督教国家求援以抗击敌对的穆斯林君主，或转而向北非国家求援来对抗基督教君主。这些泰法国家反复无常，于是成为日益增长的基督教再征服势力之争取目标。尽管泰法诸国政治上鲜有建树，但却培育起一段穆斯林文化复兴时期。泰法诸君主仿照哈里发宫廷模式，延揽诗人，提倡哲学、自然科学和数学的研究。
1085年，莱昂的阿方索六世攻取托莱多，一些泰法君主向摩洛哥穆拉比特王朝的优素福·本·塔什芬求援。优素福親率援军登陸西班牙，並在1086年的萨拉卡战役中击败阿方索六世。至1090年—1091年，优素福兼并伊比利亚半岛上除薩拉戈薩以外的所有泰法小国，使穆拉比特王朝势力扩张到西班牙境内。

## 历史

### 第一时期（11世纪）
1031 年科尔多瓦哈里发解体后，安达卢斯的内战和冲突中出现了大约33个独立的泰法。第一个时期（11世纪）最强和最大的泰法是萨拉戈萨泰法、托莱多泰法、巴达霍斯泰法和塞维利亚泰法。唯一征服了大多数弱邻的泰法是阿巴迪王朝统治下的塞维利亚泰法。